# Ameur le Bon
Pour les articles homonymes, voir Ameur.
Ameur le Bon est un épisode de l'émission de télévision québécoise Légendes du monde d'une durée de 25 minutes, diffusé le 29 novembre 1984 à la Télévision de Radio-Canada.

## Synopsis
Légende d'Algérie.
« Un paresseux fait un pacte avec le diable : il obtient la richesse en échange de son fils cadet. »

## Fiche technique
- Réalisation : Beikacem Bazi et Daniel Bertolino
- Scénario : Daniel Bertolino
- Société de production : Jean-Paul Blondeau Productions, Via le Monde, Antenne 2

## Distribution
- Vincent Davy
- Sabah Essaghira
- Brahimi Himoud
- Zitouni Mohamed
- Zirigue Redouane
- Ramdane Zahia